# Anne Frank w kulturze

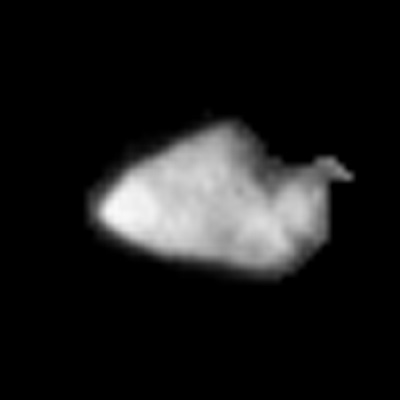
Zdjęcie planetoidy (5535) Annefrank zrobione z pokładu Stardust

Anne Frank w kulturze:

## Anne Frank w kinematografii
- Pamiętnik Anny Frank – film z 1959 r. w reżyserii George’a Stevensa, na podstawie sztuki. Zdobywca 3 Oscarów.
- W filmie „Syreny” Kate Flax (Christina Ricci) pyta siostrę Charlotte (Winona Ryder), czego w życiu żałuje, na co ta odpowiada: I wish I'd known Anne Frank. (Chciałabym znać Anne Frank).
- W odcinku „If I'm Dyin', I'm Lyin'” serialu komediowego „Family Guy” Peter Griffin opowiada jak jego apetyt wpędził go w kłopoty. W czarno-białej retrospekcji widać rodzinę Franków stłoczoną na poddaszu i nazistów szukających ich w domu, słyszących nagle głośny hałas. Rodzina w przerażeniu odkrywa, że to Peter głośno i powoli jedzący chipsy ziemniaczane (sugestia, że to właśnie on wydał Franków nazistom).
- W jednym z odcinków programu tv „My So-Called Life” Angela powiedziała (po przeczytaniu przez jej klasę Dziennika Anny Frank), że Anne była szczęśliwa, ponieważ „była przez trzy lata zamknięta na poddaszu z tym chłopakiem, którego bardzo lubiła” („she was trapped in an attic for three years with this guy she really liked”).
- W jednym z odcinków serialu „Bogaci bankruci” Micheal podejrzewa, że jego syn ukrywa Anne na poddaszu. Jego siostra Lindsay odpowiada: „Przed kim, przed nazistami?”
- W filmie „Clerks II” Randal Graves utrzymuje, że Anne Frank to głuchoniema i niewidoma dziewczyna („the deaf, dumb, and blind girl”), pomimo że jedna z bohaterek poprawia go, że ma on na myśli Helen Keller.
- W filmie animowanym Miasteczko South Park Ike Broflovski został ukryty przez swojego brata Kyle’a na poddaszu podczas wojny amerykańsko-kanadyjskiej. Ike to kanadyjskie dziecko adaptowane przez Broflovskich.
- W filmie „Wag the Dog” europejskie syreny nazywane są syrenami Anne Frank.
- W jednym z odcinków „The Venture Brothers” dwóch bohaterów zastanawia się, kto wygrałby fikcyjną walkę wręcz Anne Frank czy Lizzy Borden.
- W jednym z odcinków pierwszego sezonu „Sześć stóp pod ziemią” Claire mówi: „Jezu, mamo, zaczynam się czuć jak Anne Frank!” („Jesus, mom, I'm starting to feel like Anne Frank!”)
- W jednym z odcinków „8 Simple Rules” Bridget dostaje rolę Anne Frank w szkolnym przedstawieniu.
- Postać Anne Frank pojawia się w dwóch odcinkach American Horror Story: Asylum.
- W filmie z 2014 roku „Gwiazd naszych wina” główni bohaterowie zwiedzają dom Anne Frank w Amsterdamie. W tle scen słychać fragmenty z dziennika Anne.
- W filmie z 2007 roku „Wolność słowa” (Freedom Writers), zrealizowanym na podstawie powieści The Freedom Writers Diary autorstwa Erin Gruwell, „trudna młodzież” z amerykańskiej szkoły zmienia się pod wpływem lektury i analizowania Dziennika Anne Frank.
- Film animowany pełnometrażowy „Gdzie jest Anne Frank” (Where is Anne Frank) z 2021 roku, scenariusz i reżyseria Ari Folman.

## Anne Frank w muzyce
- W 1980 r. Human Sexual Response (amerykański zespół grający college rock) wydał album Fig. 14 zawierający utwór „Anne Frank Story”, opisujący poruszające wrażenie jakie wywołuje na turyście oglądanie domu Anne Frank.
- Album zespołu Neutral Milk Hotel (amerykańska grupa grająca indie rock) In the Aeroplane Over the Sea (1998) był zainspirowany sentymentem wokalisty Jeffa Manguma do Anne Frank.
Album zawiera piosenki „Holland 1945” (The only girl I ever loved/ Was born with roses in her eyes/ But then they buried her alive/ One evening 1945/ With just her sister at her side/ And only weeks before the guns all came and rained on everyone), „In the Aeroplane Over the Sea” (Anna’s ghost all around...), „Oh Comely” (I know they buried her body with others/ Her sister and mother and five hundred families/ And would she remember me fifty years later/ I wish I could save her/ In some sort of time machine), „Ghost” (She was born in a bottle rocket, 1929), oraz wiele innych utworów na tym albumie.
- Amerykańska grupa punkrockowa z Kolorado jako nazwę wybrała Anne Frank on Crank.
- Outkast – amerykańska grupa hip-hopowa w utworze So Fresh, So Clean z albumu Stankonia odwołują się do Anne Frank (I love who you are/ I love who you ain't/ You're so Anne Frank/ Let's hit the attic and hide out for two weeks).
- W 2004 r. Robert Steadman skomponował 20-minutowy musical Tehillim for Anne.
- Indonezyjska grupa muzyczna Discus na swoim albumie „...tot Licht” zamieściła 19 minutowy utwór „Anne” z tekstem zaadaptowanym z „Dziennika”.
- Amerykański pisarz Ryan Adams napisał piosenkę, balladę o Anne Frank zatytułowaną „Dear Anne”[1].

## Anne Frank w literaturze i sztukach teatralnych
- Philip Roth – amerykański pisarz, który w 1979 roku napisał powieść The Ghost Writer, opisującą fikcyjne losy ocalałej Anne Frank żyjącej anonimowo jako pisarka w USA.
- Pamiętnik Anny Frank – sztuka teatralna autorstwa Frances Goodrich i Alberta Hacketta
- Spektakl Teatru Telewizji Oficyna z 1988 z tekstem opartym o Dziennik Anny Frank w reżyserii Barbary Borys-Damięckiej z Adrianną Biedrzyńską w roli Anny[2].
- Sztuka Bernard Kopsa z 1993 r. Dreams of Anne Frank (Sny Anne Frank) obrazuje ukrywanie się Anne w Amsterdamie.
- Anne Frank Conquers the Moon Nazis – internetowy komiks stworzony przez Billa Murdona, opowiadający o Anne Frank – cyborgu, broniącym Ziemię przed pozaziemskim atakiem nazistowskim[3].
- W powieści Geoffa Rymana 253 występuje postać starszej Anne Frank jako pasażerki londyńskiego metra.
- W książce Douglasa Couplanda „Generation X” dwóch bohaterów rozmawia o II wojnie światowej. Anne Frank podana jest jako jedyny przykład osoby, która stała się sławna z powodu wojny, ale która nie zyskała osobiście na tej sławie.
- Książka „The Freedom Writers Diary” i jej filmowa adaptacja z 2007 roku opisuje życie uczniów, których nauczyciel zachęca do przeczytania „Dziennika Anny Frank”. Uczniowie postanawiają zaprosić do siebie Miep Gies, kobietę, która pomogła ukryć rodzinę Franków.

## Inne i upamiętnienie
- Marc Chagall wykonał ilustracje do limitowanej edycji Dziennika Anny Frank.
- W programie komediowym Robot Chicken wykonany był skecz o filmie dla nastolatków o Anne Frank.
- Tygodnik Time uznał Anne Frank za jedną z najważniejszych osób XX wieku w liście Time 100: The Most Important People of the Century[4].
- Zdjęcie Anne Frank znajduje się na liście magazynu LIFE 100 Zdjęć, które zmieniły świat (100 Photos that Changed the World)[5].
- (5535) Annefrank – asteroida nazwana imieniem Anne Frank.
- W Boise w Idaho został wzniesiony pomnik Anne Frank z powodu obaw przed narastającymi nastrojami neonazistowskimi[6].
- 25 czerwca 2022 wyszukiwarka internetowa Google uczciła 75 rocznicę ukazania się Dziennika Anne Frank okolicznościowym, tak zwanym Google Doodle w formie grafiki i prezentacji (pokazu slajdów)[7].
- W 2009 Dziennik Anne Frank wpisany został na listę najbardziej wartościowych dokumentów świata – Pamięć Świata UNESCO[8].